# Académie internationale olympique
L’Académie internationale olympique (IOA) est une entité de droit privé supervisée par le ministère de la Culture grec sous le patronage du Comité international olympique (CIO). Elle se définit comme un centre interdisciplinaire multiculturel visant à étudier, enrichir et promouvoir l'Olympisme. Elle gère et anime un centre international à Olympie afin de préserver et diffuser l'esprit olympique, étudier et mettre en œuvre les principes éducatifs et sociaux de l'olympisme, et consolider la base scientifique de l'idéal olympique, en conformité avec les principes énoncés par les Grecs anciens et les apports du mouvement olympique moderne initié par le baron Pierre de Coubertin.

## Historique

### Origines

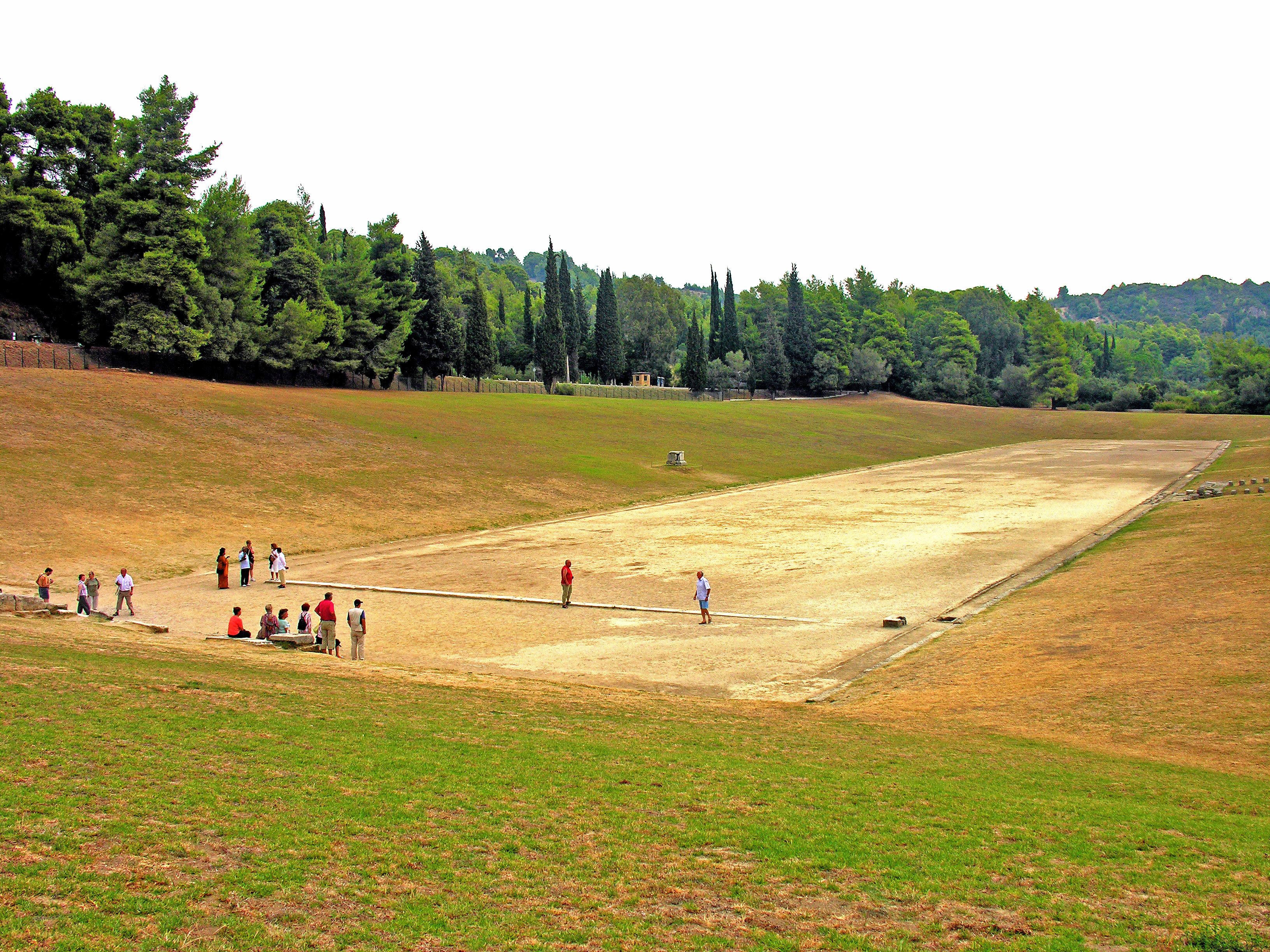
Le stade antique d'Olympie, lieu du premier camp

C’est en 1938, à l’occasion de l'enterrement du cœur de Coubertin dans la stèle commémorative érigée en 1927 à Olympie, que  Carl Diem, figure de proue du sport allemand, fait part à Ioannis Ketseas, secrétaire du Comité olympique hellénique (COH) et membre du CIO pour la Grèce, de son projet de créer un centre de recherches théoriques dans l'ancienne Olympie, sur le modèle de l'Institut d'études olympiques de Berlin. Le COH introduit aussitôt dans ses statuts une « Académie Internationale Olympique » (AIO).
Ce n’est cependant qu'en 1949 que le CIO approuve la proposition de Ketseas pour la création d'une Académie internationale olympique. D'abord constituée en commission ad-hoc en 1955, l'AIO est définitivement créée en 1961 à l'occasion de la première session internationale organisée par le COH avec le soutien moral du CIO à proximité du stade antique d'Olympie sous forme de camp sous tentes.

### Fonctionnement
Cette première session internationale pour de jeunes sportifs a accueilli 210 participants. Depuis, un véritable centre de congrès a vu le jour avec, en 1994, de nouvelles salles de conférences, une bibliothèque et le renforcement de l'administration. Des jeunes, venus du monde entier y étudient l’olympisme sous la direction d’enseignants de renommée internationale. En 2014, le nombre total des participants des congrès scientifiques et séminaires organisés dans les locaux de l'IOA atteint près de 80 000, y compris les 20 000 participants des sessions officielles.
Devenue entité de droit privé en 2001, l'IOA a acquis son autonomie opérationnelle avec le soutien financier du gouvernement grec et du CIO. Avec la coopération de toutes les Académies Nationales Olympiques ainsi que le parrainage du secteur privé l'IOA s'efforce de jouer un rôle nouveau dans le domaine de la spiritualité du sport et du mouvement olympique. 
En 2009, une collaboration de l'IOA avec le ministère grec des Sports et la faculté du mouvement humain de l'Université du Péloponnèse débouche sur un Master international Études Olympiques, éducation olympique, organisation et gestion des événements olympiques. 
En 2013, l'IOA entame une coopération avec les universités de Yale et de Harvard. En 2014 elle organise sa 54e session.

## Autorités

### Présidents
Depuis la première session officielle en 1961, le conseil d'administration de l'Académie internationale olympique a connu 10 présidents :
| Années      | Président                    |
| ----------- | ---------------------------- |
| 1961-1965   | Ioannis Ketseas              |
| 1965-1966   | Theodossios Papathanassiadis |
| 1966-1969   | Georges-Guillaume de Hanovre |
| 1970-1974   | Epaminondas Petralias        |
| 1974-1976   | Athanassios Tzartzanos       |
| 1977-1986   | Nikolaos Nissiotis           |
| 1986-1992   | Nikos Filaretos              |
| 1993-1996   | Fernandos Serpieris          |
| 1997-2005   | Nikos Filaretos              |
| 2006 -2008  | Minos X. Kyriakou            |
| depuis 2009 | Isidoros Kouvelos            |

### Doyens
Dans le même temps, elle n'a connu la direction que de 2 doyens :
- Otto Szymiczek (1962-1990) ;
- Konstantinos Georgiadis (1990 -).